# Maryland Bobcats FC
El Maryland Bobcats FC es un equipo de fútbol de Estados Unidos que juega en la National Independent Soccer Association, la tercera división nacional.

## Historia
Fue fundado en el año 2016 en Montgomery County, Maryland inicialmente como un equipo aficionado compuesto de amigos que buscaban hacer ejercicio y con potencial para ser profesionales. Tuvieron varios cambios de nombre y el que tuvo mayor relevancia en el equipo fue el de World Class Premier Elite, ganando los campeonatos de la ciudad y el estado en 2018, ambas ligas afiliadas a la USASA.
En 2019 participa en la ronda clasificatoria a la US Open Cup perdiendo en la ronda final contra el Virginia United FC en el desempate. Ese mismo año fue incluido en la United Premier Soccer League luego de que la liga buscaba expandirse al estado de Maryland. A mediados de 2019 cambia su nombre por el que tiene actualmente luego de terminar invicto en la temporada regular que lo llevó a ganar el torneo invernal venciendo en la final 3-1 al Santa Ana Winds FC en tiempo extra.
En septiembre de 2019 se anunció que el equipo formaría parte de la National Premier Soccer League como equipo de expansión en la temporada 2020, la cual fue cancelada por la pandemia de Covid-19. En el verano de 2020 se anunció una reestructuración del equipo para volverlo profesional incluyendo a un equipo filial y academias luego de que un mes antes se anunciara que sería miembro de la Eastern Premier Soccer League.
A mediados de 2020 se anunció que el club formaría parte de la copa de la National Independent Soccer Association, logrando ganar el campeonato regional tras una serie de atrasos. Tiempo después anunciaron que serían parte de la National Independent Soccer Association, siendo el primer equipo de fútbol profesional del estado de Maryland desde que desapareciera el Crystal Palace Baltimore FC.

## Palmarés
National Independent Soccer Association
- NISA Independent Cup
  - Mid-Atlantic Region (1): 2020–21

United Premier Soccer League
- Campeonato Nacional (1): Invierno 2019
- Conference Northeast (1): Invierno 2019
- Division
  - Mid-Atlantic
    - Temporada Regular (1): Primavera 2019
    - Playoffs (1): Primavera 2019

  - Beltway
    - Temporada Regular (1): Invierno 2019
    - Playoffs (1): Invierno 2019

## Uniformes

### Evolución
| Local 2020 | Visita 2020 | Tercero 2020 |

### Patrocinios
| Periodo | Uniforme | Patrocinador principal   | Patrocinador secundario                                 |
| ------- | -------- | ------------------------ | ------------------------------------------------------- |
| 2020    | Icarus   | Holiday Inn College Park | Helping Hands Therapeutic Services, Committed to Change |
| 2021    | Hummel   | Dog Haus                 | Kaizo Health                                            |